# Cratere Ursula
Ursula è un cratere d'impatto presente sulla superficie di Titania, il maggiore dei satelliti di Urano, a 12,4° di latitudine sud e 45,2° di longitudine est. Il suo diametro è superiore ai 130 km.
Il cratere è spezzato in due dal canyon Messina Chasmata.
Il cratere è stato battezzato dall'Unione Astronomica Internazionale con riferimento ad un personaggio della commedia shakespeariana Molto rumore per nulla, Orsola, una delle damigelle di Ero.